# 백악관 행정명령 9066호

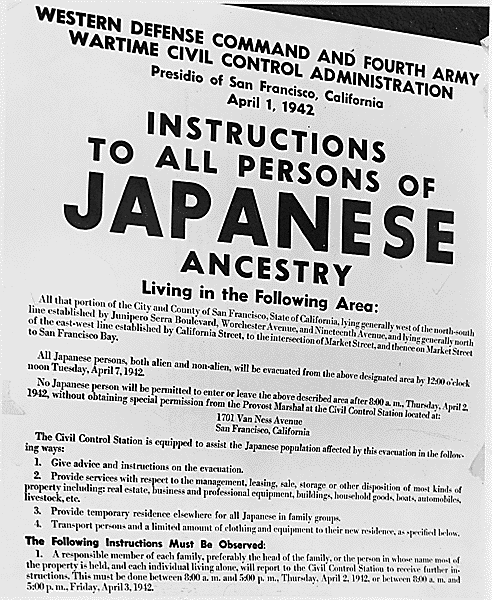
일본계 조상을 둔 사람들에게 수감을 위해 신고할 것을 통지하고자 붙여진 표지

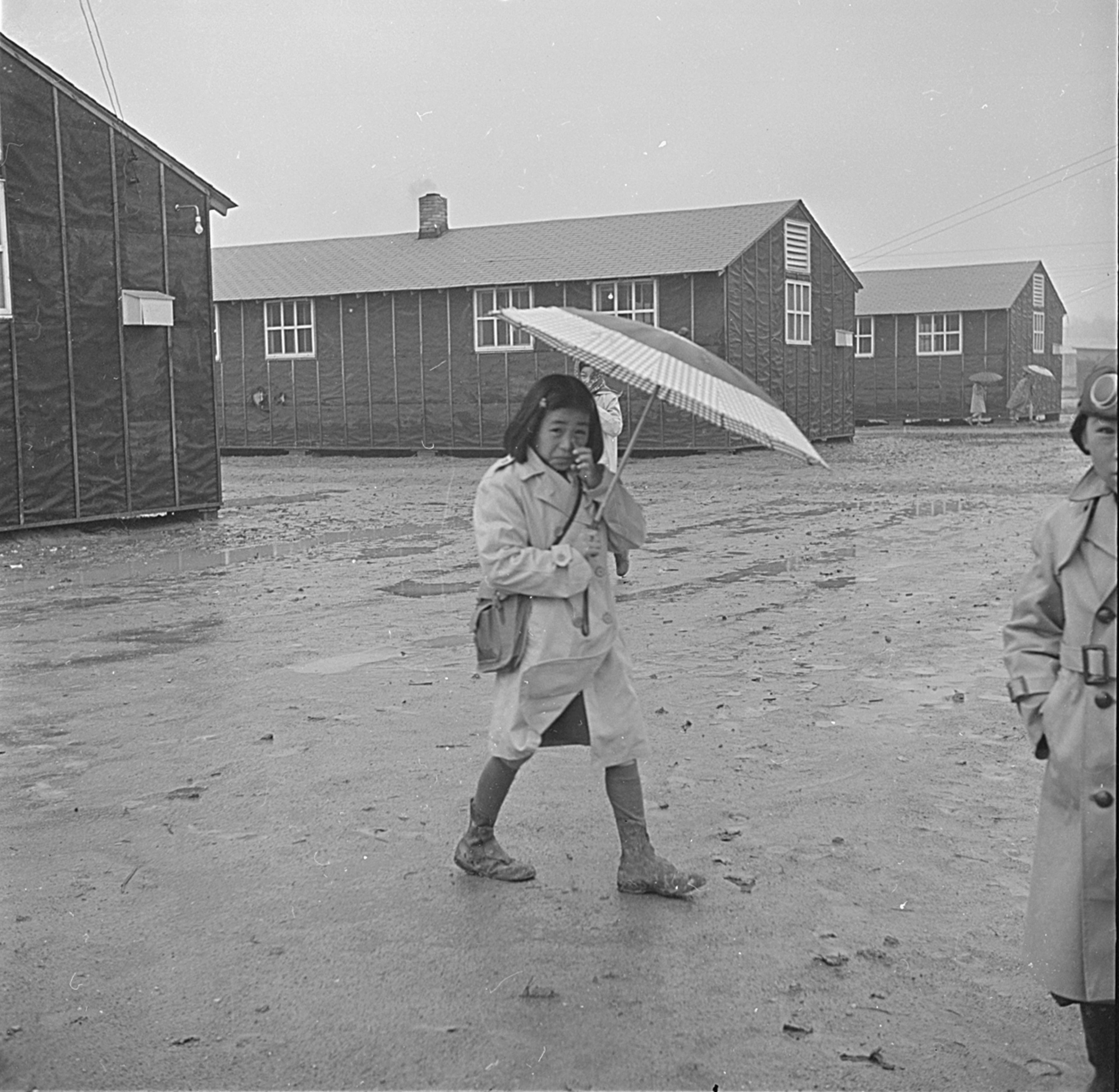
1943년 아칸소주에 억류된 여성이 학교로 걸어가는 모습.

백악관 행정명령 9066호(영어: United States Presidential Executive Order 9066)는 미국 대통령 프랭클린 D. 루스벨트에 의해 제2차 세계 대전 중이던 1942년 2월 19일 서명되고 발표된 행정명령이다. 전쟁부 장관이 승인한 이 명령은 일본계 미국인, 독일계 미국인, 그리고 이탈리아계 미국인을 미국 격리 수용소에 감금할 장소 마련을 위해 특정한 곳을 군사 지역으로 지정할 수 있도록 하였다.

## 행정명령 9066호의 내용
행정명령 9066호의 내용은 다음과 같다.
 Executive Order No. 9066
The President
Executive Order
Authorizing the Secretary of War to Prescribe Military Areas
Whereas the successful prosecution of the war requires every possible protection against espionage and against sabotage to national-defense material, national-defense premises, and national-defense utilities as defined in Section 4, Act of April 20, 1918, 40 Stat. 533, as amended by the Act of November 30, 1940, 54 Stat. 1220, and the Act of August 21, 1941, 55 Stat. 655 (U.S.C., Title 50, Sec. 104);
Now, therefore, by virtue of the authority vested in me as President of the United States, and Commander in Chief of the Army and Navy, I hereby authorize and direct the Secretary of War, and the Military Commanders whom he may from time to time designate, whenever he or any designated Commander deems such action necessary or desirable, to prescribe military areas in such places and of such extent as he or the appropriate Military Commander may determine, from which any or all persons may be excluded, and with respect to which, the right of any person to enter, remain in, or leave shall be subject to whatever restrictions the Secretary of War or the appropriate Military Commander may impose in his discretion. The Secretary of War is hereby authorized to provide for residents of any such area who are excluded therefrom, such transportation, food, shelter, and other accommodations as may be necessary, in the judgment of the Secretary of War or the said Military Commander, and until other arrangements are made, to accomplish the purpose of this order. The designation of military areas in any region or locality shall supersede designations of prohibited and restricted areas by the Attorney General under the Proclamations of December 7 and 8, 1941, and shall supersede the responsibility and authority of the Attorney General under the said Proclamations in respect of such prohibited and restricted areas.
I hereby further authorize and direct the Secretary of War and the said Military Commanders to take such other steps as he or the appropriate Military Commander may deem advisable to enforce compliance with the restrictions applicable to each Military area here in above authorized to be designated, including the use of Federal troops and other Federal Agencies, with authority to accept assistance of state and local agencies.
I hereby further authorize and direct all Executive Departments, independent establishments and other Federal Agencies, to assist the Secretary of War or the said Military Commanders in carrying out this Executive Order, including the furnishing of medical aid, hospitalization, food, clothing, transportation, use of land, shelter, and other supplies, equipment, utilities, facilities, and services.
This order shall not be construed as modifying or limiting in any way the authority heretofore granted under Executive Order No. 8972, dated December 12, 1941, nor shall it be construed as limiting or modifying the duty and responsibility of the Federal Bureau of Investigation, with respect to the investigation of alleged acts of sabotage or the duty and responsibility of the Attorney General and the Department of Justice under the Proclamations of December 7 and 8, 1941, prescribing regulations for the conduct and control of alien enemies, except as such duty and responsibility is superseded by the designation of military areas here under.
Franklin D. Roosevelt
The White House,

February 19, 1942.

## 행정명령 9066호에 따른 배제
1942년 3월 21일 루즈벨트는 행정명령을 집행시키기 위해 상원에서 단 한 시간, 하원에서는 30분 동안의 논의 후 승인된 공법 503호에 서명하였다. 훗날 전시 민간인 관리 국장으로 승진되어 일본계 미국인 투옥의 감독을 맡은 전쟁부 관리 칼 벤데트센이 작성한 이 법은 군사 명령 위반을 최대 5,000달러의 벌금과 1년간의 감옥 수감으로 처벌할 수 있게끔 하였다.
그 결과 일본계 조상을 가진 약 122,000명의 남자, 여자, 그리고 아이들이 미 서부 해안에서 쫓겨나 전국의 격리 수용소나 기타 감금 장소에 수용되었다. 진주만 공격에도 불구하고 하와이에 거주하던 일본계 미국인들은 같은 방식으로 수용되지 아니하였다. 이들은 비록 하와이 인구의 약 40%를 차지했으나 오로지 몇 천 명만이 억류되어 서부 해안에서 있었던 대량 이주가 "군사적 필요성" 외의 다른 동기에 의한 것이었다는 최종적인 결과를 뒷받침하였다.
미국의 일본계 미국인과 기타 아시아인들은 수십 년 동안 편견과 인종에서 비롯된 두려움에 시달렸다. 아시아계 미국인의 토지 소유, 투표, 법정에서 백인에 대해 증언하는 것을 막는 법, 등 그 외 여러 인종차별적인 법은 제 2차 세계대전 한참 전부터 존재해 왔다. 또한, 1930년대 초반부터 FBI, 해군 정보국, 그리고 군사 정보부가 하와이와 미국 본토의 일본계 미국인 공동체를 감시하고 있었다.Kashima, Tetsuden. "Custodial detention / A-B-C list". Densho Encyclopedia. Retrieved August 20, 2014. 1941년 초 루즈벨트 대통령은 비밀리에 일본계 미국인이 미국의 안보에 위협을 끼칠 가능성을 연구할 것을 의뢰하였다. 정확하게 진주만 공격 한 달 전에 제출된 해당 보고서는 미국에서 "일본계의 무장 반란은 일어나지 않을 것"이라 보았다. 먼슨 보고서는 "미국 내 일본인들은 대체로 미국에 충성하고 있거나, 최악의 경우에는 조용히 있는 것이 집단 수용소로 보내지는 것이나 무책임한 군중들을 피하게 해주길 바라고 있다."고 기록하였다. 1940년에 시작된 두 번째 조사는 그 보고서가 1942년 1월에 제출되었으며, 작성자는 해군 정보국 관리 케네스 링글이었다. 해당 보고서 또한 제5열 활동의 증거를 찾지 못하였고 대규모 감금에 반대하기를 촉구하였다. 두 보고서는 모두 무시되었다.
감금되었던 일본계 혈통의 사람들의 3분의 2, 즉 약 70,000명의 사람들은 미국 시민이었다. 그 나머지의 대다수는 미국에서 20-40년간 거주한 사람들이었다. 대부분의 일본계 미국인들, 특히 미국에서 태어난 첫 번째 세대(교포 2세)는 그들 자신이 미국에 충성하고 있다고 생각했다. 이제까지 미국에 거주하는 그 어떤 일본계 미국인이나 일본 국적의 사람도 사보타주나 간첩 행위로 유죄 판결을 받은 적이 없다.
이탈리아계 미국인과 독일계 미국인 또한 억류를 포함해 이러한 제한의 표적이 되었다. 독일계는 11,000명이, 이탈리아계는 3,000명이 몇몇 유대인 난민과 함께 억류되었다. 감금된 유대인 난민들은 독일에서 온 이들이었는데, 이는 미국 정부가 '유대인'이라는 용어를 민족의 개념이 아니라 종교적인 의미로 정의하였기에 유대 민족과 독일 민족을 구분하지 않았기 때문이었다. 유럽 출신의 일부 수감자는 다른 사람들이 종전 후 몇 년동안까지도 감금되어 있던 것과는 다르게 단지 잠시 동안만 억류되어 있기도 하였다. 일본계 미국인 수감자들처럼 이런 소규모의 집단에도 미국에서 태어난 시민들이 포함되어 있었는데, 특히 어린이들 중에 그런 경우가 있었다. 다른 추축국 계통의 조상을 가진 사람들 또한 감금되었으나, 그 정확한 숫자는 알려져 있지 않다.
당시 조선은 일본에 합병된 상태였으며, 미국도 일본의 조선 지배 자체는 인정했으나, 당시 미국은 특별 취급 으로 조선인이 일본계 이민자가 될수 있다는 사실을 부정했고, 조선인을 일본인과는 다른 집단으로 보아, 조선인 및 조선계 미국인은 강제 수용 대상에서 제외되었다.

## 행정 명령 9066호에 따른 제 2차 세계대전 동안의 억류 수용소
전쟁 사무관 헨리 L. 스팀슨은 이주된 사람들의 교통, 숙식, 그 외 기타 등등의 시설의 지원을 맡았으며 칼 벤데트센 대령에게 서부 해안 지역에 거주하는 일본인의 이주를 관리할 것을 위임하였다. 1942년 봄 벤데트센은 서부 방위 사령부에게 일본계 미국인으로 하여금 이주를 위해 모이라는 명령을 내리도록 하였다. "대피자"들은 처음에는 징발된 박람회장과 경마장인 임시 집회 센터로 이주되었는데, 종종 가축 축사를 변형시킨 건물들이 거처로 쓰였다. 보다 영구적이고 고립된 전시 이주 캠프가 건설되면서 이들은 트럭이나 기차로 운송되었다. 이 시설들은 겨울에는 몹시 춥고 여름에는 종종 더운 시골 지역에 자리하고 있었으며 건물은 타르지로 된 벽으로 이루어진 구조물이었다. 캠프는 무장한 군인이 지키고 있었으며 울타리엔 철조망이 쳐져 있었다 (게시되어 있는 캠프 사진에는 나타나 있지 않다). 각 캠프는 18,000명의 사람들을 수용하였으며 그 자체로 작은 도시였다. 정부는 의료, 식품, 그리고 교육을 제공하였다. 성인에게는 한 달에 12~19달러의 임금을 받는 "캠프 작업"이 제공되었으며 의료 서비스와 교육과 같은 캠프 서비스의 다수는 캠프 수감자들이 스스로 자급자족한 것이었다.

## 제2차 세계대전 이후
1944년 12월 루즈벨트 대통령은 행정명령 9066호의 중단을 선언하였다. 풀려난 수감자들은 수감자들은 종종 재정착 시설 및 임시 주택에 풀려났으며, 캠프는 1946년 문을 닫았다.
종전 후 몇 년간 감금되었던 일본계 미국인들은 삶을 다시 일으켜 세워야 했다. 억류되었던 미국 시민과 장기 거주자들은 개인적 자유를 잃었다. 많은 사람들이 집, 직장, 재산, 그리고 예치금을 잃었다. 일본에서 태어난 사람들은 미국 시민으로 귀화하는 것이 1952년까지 허용되지 않았다.
미국 대통령 제럴드 포드는 1976년 2월 19일 행정명령 9066호를 폐지하였다. 1980년에 지미 카터 대통령은 전시 재배치 및 민간인 구금 규명 위원회 (CWRIC)의 창립을 위한 입법안에 서명하였다. CWRIC는 행정명령 9066호와 그에 관련된 전시 명령들, 그리고 그것이 서부의 일본계 미국인들과 프리빌로프 제도의 알래스카 원주민들에게 준 영향에 대한 정부 연구를 수행하도록 임명되었다.
1982년 12월에 CWRIC는 연구 결과를 Personal Justice Denied라는 이름의 하나의 책으로 발행하였고 일본계 미국인의 억류는 군사적 필요성으로 정당화되지 않았던 것으로 결론을 내렸다. 보고서는 해당 감금 결정이 "인종적 편견, 전쟁 히스테리, 그리고 정치적 리더십의 실패"에 기반되어 나타난 것이라 정의하였다. 위원회는 정부의 공식적인 사과와 각 생존자에게 $20,000의 보상을 지불하는 등의 법적인 구제를 권장하였다. 이러한 일이 다시 일어나지 않을 것을 명확히 하기 위해 공공 교육 기금이 설립되었다 (Pub.L. 100-383). 1988년 8월 10일 로널드 레이건은 CWRIC의 권장사항에 따라 시민자유법의 입법을 위한 결의안에 서명하였다. 1989년 11월 21일 조지 부시는 1990년에서 1998년 사이에 지불금을 지불하도록 하는 예산안을 체결했다. 1990년에 살아남은 억류자들에게 개별적으로 배상금과 사과의 편지가 보내지기 시작하였다. 이 법안은 일본계 미국인과 알래스카의 알류샨 열도에 거주하였으나 강제로 이주된 알류트 사람들에게도 적용된다.
행정명령 9066호의 서명일은 현재 기억의 날로 지정되어 일본계 미국인 공동체가 부당하게 억류된 것을 기억하고자 매해 기려지고 있다.

## 같이 보기
- 일본계 미국인의 강제수용
- 행정명령 9102호
- 전쟁 재배치 기관
- 히라바야시 대 미국 사건
- 코레마츠 대 미국 사건
- 엔도 단독 소송
- 국방 규제 18B
- 만자나르
- 니하우 사건

- 조지 타케이